# Omegle
Omegle var et gratis online webkamera-chat websted, der var baseret på Adobe Flash. Omegle gav brugerne mulighed for at kommunikere med fremmede uden at opgive informationer om sig selv. Tjenesten fandt tilfældigt et par brugere, der enten delte samme interesse, eller blot var helt tilfældige, hvorefter de kunne skrive, tale samt se hinanden. Omegle havde omkring 150.000 sidevisninger om dagen.
Omegle havde både modererede og ikke-modererede chatrooms.